# Dan + Shay
Dan + Shay — американский кантри-дуэт, названный так по именам его участников, вокалистов и авторов-исполнителей Dan Smyers и Shay Mooney.

## История
Дэн Смайерс (Dan Smyers) родился 16 августа 1987 года, вырос в Wexford, Пенсильвания, где учился в North Allegheny Senior High School. Затем поступил в Университет Карнеги — Меллон, где изучал финансы и играл в футбол.
Джеймс Шей Муни (James Shay Mooney) родился 27 декабря 1991 года, вырос в Natural Dam (Арканзас) и учился в Union Christian Academy (Форт-Смит, Арканзас), а затем в Valley Forge Christian College.
Участники дуэта впервые встретились в Нашвилле (Теннесси) 7 декабря 2012 года и начали писать совместно свои песни уже день спустя.

## Дискография
Два альбома (Where It All Began и Dan + Shay) были на первом месте альбомного хит-парада Top Country Albums, а восемь синглов возглавляли кантри-чарт Country Airplay: «Nothin’ Like You» (1 неделя на № 1, декабрь 2015), «From the Ground Up» (1, сентябрь 2016), «How Not To» (1, июль 2017), «Tequila» (2, июль 2018), «Speechless» (4, декабрь 2018 — январь 2019), «All to Myself» (1, август 2019); «10 000 Hours» с Джастином Бибером (2, январь-февраль 2020), «Glad You Exist» (август 2021) и получили золотую или платиновую сертификацию.
Дискография Dan + Shay включает, в том числе, следующие релизы:

### Альбомы
| Название               | Детали                                                                                       | Высшая позиция | Высшая позиция | Высшая позиция | Высшая позиция | Высшая позиция | Продажи        |
| Название               | Детали                                                                                       | US Country     | US             | AUS            | CAN            | UK Country     | Продажи        |
| ---------------------- | -------------------------------------------------------------------------------------------- | -------------- | -------------- | -------------- | -------------- | -------------- | -------------- |
| Where It All Began     | - Дата релиза: 1 апреля 2014 - Лейбл: Warner Bros. Nashville - Форматы: CD, digital download | 1              | 6              | —              | 12             | 14             | - США: 157,000 |
| Obsessed               | - Дата релиза: 3 июня 2016 - Лейбл: Warner Bros. Nashville - Форматы: CD, digital download   | 2              | 8              | 91             | 23             | 1              | - США: 91,500  |
| Dan + Shay             | - Дата релиза: 22 июня 2018 - Лейбл: Warner Bros. Nashville - Форматы: CD, digital download  | 1              | 6              | 15             | 11             | 2              | - US: 24,000   |
| "—" неучастие в чарте. |                                                                                              |                |                |                |                |                |                |

- Good Things (2021)
- Bigger Houses (2023)

## Награды и номинации
| Год  | Церемония                        | Категория                           | Результат |
| ---- | -------------------------------- | ----------------------------------- | --------- |
| 2014 | Academy of Country Music Awards  | Vocal Duo of the Year               | Номинация |
| 2014 | CMT Music Awards                 | Duo Video of the Year «19 You + Me» | Номинация |
| 2014 | Country Music Association Awards | Vocal Duo of the Year               | Номинация |
| 2015 | Academy of Country Music Awards  | Vocal Duo of the Year               | Номинация |
| 2015 | ASCAP Country Music Awards       | Most Performed Songs «19 You + Me»  | Победа    |
| 2015 | Country Music Association Awards | Vocal Duo of the Year               | Номинация |
| 2017 | Academy of Country Music Awards  | Vocal Duo of the Year               | Номинация |
| 2017 | Academy of Country Music Awards  | New Vocal Duo or Group of the Year  | Номинация |
| 2017 | CMT Music Awards                 | Duo Video of the Year «How Not To»  | Номинация |
| 2017 | Country Music Association Awards | Vocal Duo of the Year               | Номинация |
| 2018 | CMT Music Awards                 | Duo Video of the Year — «Tequila»   | Победа    |